# Alice et le Diadème
Alice et le Diadème (titre original : The Phantom of Pine Hill, littéralement : Le Fantôme de la Colline aux Pins) est le quarante-deuxième roman de la série américaine Alice (Nancy Drew en VO) écrit par Caroline Quine, nom de plume collectif de plusieurs auteurs. L'auteur de ce roman est Harriet Adams. 
Aux États-Unis, le roman a été publié pour la première fois en 1965 par Grosset & Dunlap, New York. En France, il est paru pour la première fois en 1969 chez Hachette Jeunesse dans la collection « Bibliothèque verte » sous le no 400.

## Résumé
Remarque : le résumé est basé sur les éditions cartonnées non abrégées parues de 1969 à 1976 en langue française.
Invitées par leurs amis étudiants à venir passer quelques jours à l'université d'Emerson pour des festivités, Alice et ses amies Bess et Marion  ne trouvent pas à se loger. 
Ned leur propose d'aller habiter chez John Rorick, qui possède un vieux manoir dans les environs, et par la même occasion, de résoudre l'énigme du fantôme de sa demeure. En effet, un fantôme visite régulièrement la bibliothèque de M. Rorick et semble traverser les murs, malgré les serrures. M. Rorick pense que la présence du fantôme pourrait être liée à l'histoire de sa famille : en 1840, son ancêtre Georges Rorick avait pour fiancée une jeune Française récemment arrivée de son pays. La famille de la jeune fille lui avait envoyé une lettre dans laquelle elle annonçait avoir expédié par bateau un coffre rempli de présents pour son mariage. La clef du coffre était jointe à la lettre, que John Rorick avait conservée. Hélas ! le navire, un vapeur nommé Lucie Belle (Lily Belle) en VO), avait sombré à la suite d'une explosion. 
L'épave git maintenant au fond du fleuve, non loin d'Emerson...

## Personnages

### Personnages récurrents
- Alice Roy : blonde, détective amateur, fille de l'avoué James Roy, orpheline de mère.
- James Roy : avoué[2] de renom, père d'Alice Roy, veuf.
- Bess Taylor : jeune fille blonde et rondelette, une des meilleures amies d'Alice.
- Marion Webb : jeune fille brune et sportive, cousine germaine de Bess Taylor et une des meilleures amies d'Alice.
- Ned Nickerson : jeune homme brun et athlétique, ami et chevalier servant d'Alice, étudiant à l'université d'Emerson.
- Daniel Evans : ami et chevalier servant de Bess, camarade d'université de Ned.
- Bob Eddleton : ami et chevalier servant de Marion, camarade d'université de Ned.
- Sarah : la fidèle gouvernante des Roy, qui a élevé Alice à la mort de sa mère.

### Personnages spécifiques à ce roman
- John Rorick : propriétaire du domaine La Pinède.
- Mme Holmann (Mrs. Holeman en VO) : gouvernante de John Rorick.
- Fred Braul (Fred Jenkins en VO) : jeune homme à tout faire employé occasionnellement par John Rorick.

## Éditions françaises
Note : Toutes les éditions ont paru aux éditions Hachette.
- 1969 : Alice et le Diadème — coll. « Bibliothèque verte » no 400, cartonné, texte original. Illustré par Albert Chazelle. Traduction d'Anne Joba. 20 chapitres. 248 p.
- 1976 : Alice et le Diadème — coll. « Bibliothèque verte », cartonné, texte original. Couverture de Guy Maynard, illustrations intérieures d'Albert Chazelle. Traduction d'Anne Joba. 20 chapitres. 248 p.
- 1984 : Alice et le Diadème — coll. « Bibliothèque verte », cartonné[3], texte abrégé. Couverture de Philippe Daure. Illustrations intérieures d'Albert Chazelle. Traduction d'Anne Joba. 20 chapitres. 188 p.
- 1990 : Alice et le Diadème — coll. « Bibliothèque verte » no 472, format de poche souple, texte abrégé. Nouvelle couverture et illustrations intérieures de Philippe Daure.
- 2000 : Alice et le Diadème — coll. « Bibliothèque verte »[4], format mi-souple, texte abrégé. Illustré par Philippe Daure.
- 2008 : Alice et le Diadème — coll. « Bibliothèque verte », format mi-souple, texte abrégé. Illustré par Marguerite Sauvage. Traduction d'Anne Joba. 20 chapitres. 187 p.
- 2014 : Alice et le Diadème — coll. « Bibliothèque verte », format mi-souple, texte abrégé et remanié[5]. Illustré par Marguerite Sauvage. Traduction d'Anne Joba. 20 chapitres. 187 p.